# Slop
Als Slop (auch KI-Slop, englisch AI slop; von englisch slop, Mansch, Schlicker, Schlempe) werden Medieninhalte – einschließlich Text und Bilder – von niedriger Qualität bezeichnet, die mit Hilfe von generativer künstlicher Intelligenz erzeugt werden. Der um 2022 geprägte Ausdruck ist, ähnlich wie Spam, abwertend konnotiert.

## Begriffsgeschichte
Mit dem Aufkommen von Large Language Models und Text-zu-Bild-Generatoren wurden verschiedene Bezeichnungen für die große Menge an Text- und Bildinhalten niedriger Qualität, die unter deren Zuhilfenahme generiert werden, vorgeschlagen, darunter AI garbage („KI-Müll“), AI pollution („KI-Verschmutzung“) und AI-generated dross (etwa „KI-generierter Schund“). Die Verwendung von Slop in diesem Zusammenhang wurde stark vom Entwickler Simon Willison propagiert, der jedoch festhält, dass die Bezeichnung nicht von ihm stamme. Frühe Verwendungen sind auf 4chan, Hacker News und in YouTube-Kommentaren zu finden.
Der Ausdruck fand im zweiten Quartal 2024 stärkere Verbreitung, unter anderem im Zusammenhang mit der Einführung KI-basierter Antworten auf Suchanfragen bei Google in den USA, und war in der Folge oft in den Schlagzeilen vertreten. Im Juni 2025 griff die Sendung Last Week Tonight with John Oliver den Begriff auf und wies auch auf die Gefahren von KI-Slop hin.

## Social Media
Die Verbreitung von Slop in Social Media wird dadurch gefördert, dass sich so auf einfache Weise monetäre Einnahmen etwa auf Facebook und TikTok generieren lassen. Zum Teil wirken Slop-Bildinhalte bizarr; der Journalist Jason Koebler vermutet, dass dies darauf zurückzuführen sein könnte, dass Beschreibungen („Prompts“) für die zu generierenden Bilder in Sprachen wie Hindi, Urdu oder Vietnamesisch eingegeben werden, die in den Trainingsdaten der Modelle unterrepräsentiert sind, oder dass fehlerhafte Spracherkennung verwendet wird, um Beschreibungen ins Englische zu übersetzen. Ein kenianischer Slop-Produzent hat gegenüber der Zeitschrift New York geschildert, wie er zunächst Prompts für ChatGPT wie WRITE ME 10 PROMPT picture OF JESUS WHICH WILLING BRING HIGH ENGAGEMENT ON FACEBOOK schreibe (etwa: „Schreibe mir zehn Prompts für ein Bild von Jesus, das mir hohes Engagement [Kommentare, Likes, Shares] auf Facebook bringt“). Die so erhaltenen Prompts gebe er dann bei Text-zu-Bild-Generatoren wie Midjourney ein.

## Politik
Im August 2024 schrieb The Atlantic, dass Slop in den Vereinigten Staaten zunehmend mit der politischen Rechten assoziiert werde, die Slop für sogenanntes Shitposting (trollende Beiträge schlechter Qualität) und Engagement farming in Social Media verwende. Die Technik biete „billiges, schnelles On-Demand-Futter für Content“. Nach den Verwüstungen durch den Hurrikan Helene verbreiteten Mitglieder der Republikanischen Partei ein KI-generiertes Bild eines kleinen Mädchens in überschwemmtem Gebiet, das einen Welpen in den Armen hält, um damit dem Präsidenten Joe Biden Versagen im Umgang mit der Katastrophe vorzuwerfen.

## Veranstaltungen und Werbung
Willy's Chocolate Experience, eine unlizenzierte Veranstaltung auf Basis von Charlie und die Schokoladenfabrik in Glasgow im Februar 2024, benutzte KI-Slop, um Werbematerial zu generieren, das den Eindruck eines vielfältigen, hochklassigen Events erwecken sollte, wobei es sich in Wirklichkeit nur um eine „Handvoll trauriger Requisiten in einer trostlosen Lagerhalle“ handelte. Im Oktober 2024 zog eine Ankündigung auf der Website MySpiritHalloween.com, die KI-generierte Inhalte benutzte, zahlreiche Zuschauer nach Dublin, wo angeblich eine Halloween-Parade stattfinden sollte, die es in diesem Jahr in Dublin jedoch nicht gab. Der Betreiber der Website erklärte, dass in der Vergangenheit nach Kontaktaufnahme nicht existierende Veranstaltungen entfernt worden seien, sie in diesem Fall aber niemand darüber informiert habe, dass die Veranstaltung nicht stattfinde. Die Inhalte der Website seien zu 80 Prozent von Menschen bearbeitet worden.